# Alexandre Hollanders
Ange Alexandre Hollanders (Bruxelles, 29 marzo 1926 – ...) è stato un cestista belga.
Era il fratello di Henri Hollanders.

## Carriera
Ha disputato quattro partite ai Giochi della XIV Olimpiade, segnando 13 punti. Ha inoltre disputato il Campionato europeo 1946 e il Campionato europeo 1947, segnando complessivamente 21 punti in 9 partite.